# Ангела Меркел
Ангела Доротеа Меркел, рођена као Ангела Доротеа Казнер, (Хамбург, 17. јул 1954) јесте бивша немачка политичарка. Обављала је функцију канцеларке Немачке 16 година.
Чланица је Хришћанско-демократске уније, од које је номинована на место канцелара СР Немачке на изборима за Бундестаг 2005. године. Након вишенедељног преговарања по завршетку избора, Ангела Меркел 22. новембра 2005. постаје прва канцеларка у историји Немачке. Била је на челу је „велике коалиције“ ЦДУ/ЦСУ и СПД. Успешно посредујући у преговорима око буџета ЕУ, Меркелова је стекла завидну репутацију на међународној сцени. Коалиција коју је водила Ангела Меркел је победила и на изборима 2009. године и на изборима 2013. године.
У спољној политици Меркелова је истицала међународну сарадњу, како у контексту ЕУ и НАТО, тако и јачање трансатлантских економских односа. Меркелова је 2008. године била председница Европског савета и играла је централну улогу у преговорима о Лисабонском споразуму и Берлинској декларацији. Владе Меркелове управљале су глобалном финансијском кризом 2007–2008 и европском дужничком кризом. Преговарала је о стимулативном плану Европске уније из 2008. године, који се фокусирао на инфраструктурну потрошњу и јавне инвестиције за сузбијање Велике рецесије. У унутрашњој политици, програм Меркелове, Energiewende, подржавао је развој обновљивих извора енергије и на крају укинуо употребу нуклеарне енергије у Немачкој. Реформе Bundeswehr, реформа здравствене заштите, европска мигрантска криза 2010-их и пандемија ковида 19 били су главни проблеми током њеног канцеларског мандата. Меркелова је дала оставку на место лидера ЦДУ и није се кандидовала за пети мандат канцелара на савезним изборима 2021.

## Биографија
Ангела Меркел је рођена као Ангела Доротеа Казнер 1954. године у Хамбургу, Западна Немачка, као ћерка Хорста Казнера (1926–2011; рођена Kaźmierczak), лутерански пастор и родом из Берлина, и његова супруга Херлинд (1928–2019; рођена Јентзш), рођена у Данцигу (данас Гдањск, Пољска), учитељица енглеског и латинског језика. Има двоје млађе браће и сестара, Маркуса Казнера, физичара, и Ирене Казнер, радног терапеута. Меркелова је у детињству и младости међу својим вршњацима била позната по надимку „Кази“, насталом од њеног презимена Казнер.
Меркелова је немачког и пољског порекла. Њен деда по оцу, Лудвик Казнер, био је немачки полицајац пољског етницитета. Након што је заробљен у Француској током Првог светског рата, придружио се Плавој армији и вероватно се борио против Немачке. Оженио се Меркелином баком Маргаретом, Немицом из Берлина, и преселио се у њен родни град где је поново радио у полицији. Године 1930. германизовали су пољско име Казмиерцзак у Казнер. Меркелини бака и деда по мајци били су политичар из Данцига Вили Јенч и Гертруд Алма (рођена Дранге), ћерка градског чиновника Елбага Емила Дрангеа. Од средине 1990-их, Меркелова је у неколико наврата јавно помињала своје пољско наслеђе и описивала себе као четвртину Пољакињу, али су њени пољски корени постали познатији као резултат биографије из 2013. године.
Религија је играла кључну улогу у миграцији породице Каснер из Западне Немачке у Источну Немачку. Меркелин деда по оцу је првобитно био католик, али је цела породица прешла на лутеранство током детињства њеног оца, који је касније студирао лутеранску теологију у Хајделбергу и Хамбургу. Године 1954, када је Анђела имала само три месеца, њен отац је примио пастора у цркви у Quitzow (округ Перлеберг у Бранденбургу), који је тада био у Источној Немачкој. Породица се преселила у Темплин, а Меркелова је одрасла на селу 90 km (56 mi) северно од источног Берлина.
Меркелова се 1968. придружила Слободној немачкој омладини (ФДЈ), званичном комунистичком омладинском покрету који је спонзорисала владајућа марксистичко-лењинистичка Социјалистичка партија Немачке. Чланство је номинално било добровољно, али онима који се нису придружили било је тешко да се упишу на високо образовање. Она, међутим, није учествовала у секуларној церемонији пунолетства Jugendweihe, која је била уобичајена у Источној Немачкој. За то време, учествовала је на неколико обавезних курсева о марксизму-лењинизму, а њене оцене су се сматрале само „довољним“. Меркелова је касније рекла да је „живот у ДДР-у понекад био скоро удобан на одређени начин, јер су постојале неке ствари на које се једноставно није могло утицати“. Меркелова је у школи научила течно да говори руски, а награђена је за своје знање руског и математике, јер је била прва у разреду у овим предметима. Школско образовање је завршила са најбољом могућом просечном оценом 1,0.
Наставила је школовање на Универзитету Карл Маркс у Лајпцигу, где је студирала физику од 1973. до 1978. Док је била студент, учествовала је у реконструкцији рушевина бастиона Мориц, пројекту који су студенти покренули у циљу да створе сопствени клуб и рекреациони објекат у кампусу. Таква иницијатива је била без преседана у ДДР-у тог периода, а универзитет је у почетку одолевао захтевима. Уз подршку локалног руководства странке СЕД, пројекат је дозвољен.
Пред крај студија Меркелова је желела да добије место доцента на инжењерској школи. Као услов за добијање посла, Меркеловој је речено да ће морати да пристане да извештава о својим колегама официрима Штазија. Меркелова је одбила, користећи изговор да није довољно добро да чува тајне да би била ефикасан шпијун.
Меркелова је радила и студирала на Централном институту за физичку хемију Академије наука у Берлину-Адлерсхоф од 1978. до 1990. године. У почетку су она и њен муж сквотовали у Мите-у. На Академији наука постала је члан њеног секретаријата ФДЈ. Према речима њених бивших колега, она је отворено пропагирала марксизам као секретарица за „Агитацију и пропаганду”. Међутим, Меркелова је демантовала ову тврдњу и навела да је била секретарка за културу, што је укључивало активности попут набавке улазница за позориште и организовања разговора гостујућих совјетских аутора. Она је изјавила: „Могу да се ослоним само на своје памћење, ако се нешто покаже другачије, могу да живим са тим.
Након што је 1986. године стекла докторат (Dr. rer. nat.) одбранивши тезу о квантној хемији, радила је као научни истраживач и објавила је неколико академских радова. Године 1986. могла је слободно да путује у Западну Немачку да присуствује конгресу; такође је учествовала на вишенедељном курсу учења језика у Доњецку, у тадашњој Украјинској Совјетској Социјалистичкој Републици.
Пад Берлинског зида у новембру 1989. послужио је као катализатор за њену политичку каријеру. Иако није учествовала у масовним прославама у ноћи када је зид пао, Меркелова се месец дана касније укључила у растући демократски покрет, придруживши се новој партији Demokratischer Aufbruch (скраћено DA, или на српском „Демократски почетак“). Лидер странке Волфганг Шнур именовао ју је за портпарола странке за штампу у фебруару 1990. Међутим, откривено је да је Шнур служио као „неформални сарадник “ Штази, само неколико недеља уочи првих (и јединих) вишестраначких избора 1990. године, а касније је избачен из странке. Као резултат тога, ДА је изгубила већину своје изборне подршке, успевши да добије само четири места у Волкскамер-у. Међутим, пошто је ДА била чланица Алијансе за Немачку, која је убедљиво победила на изборима, ДА је постала део владајуће коалиције. Меркелова је именована за заменика портпарола ове последње владе пре уједињења под Лотаром де Мезијером.
Де Мезијер је био импресиониран начином на који је Меркелова поступала са новинарима који истражују Шнурову улогу у Штазију. Априла 1990. ДА се спојила са Источнонемачком Хришћанско-демократском унијом, која се заузврат спојила са западним парњаком након поновног уједињења.

### 1990–1994: министар за жене и омладину
На савезним изборима у Немачкој 1990. године, првима који су одржани након поновног уједињења, Меркелова се успешно кандидовала за Бундестаг у парламентарној изборној јединици Штралзунд – Нордворпомерн – Риген у Северном Мекленбург-Западној Померанији. Добила је кључну подршку утицајног министра ЦДУ и председника државне партије Гинтера Краузеа. Она је поново бирана из ове изборне јединице (које су преименоване, са мало измењеним границама 2003.) на сваким изборима све док ЦДУ није изгубила директне мандате из изборне јединице на савезним изборима 2017. Готово одмах по уласку у парламент, Меркелову је канцелар Хелмут Кол именовао за министра за жене и омладину у савезној влади.
У новембру 1991. Меркелова се, уз подршку савезне ЦДУ, кандидовала за државно руководство ЦДУ у покрајини Бранденбург, која је суседна Берлину. Изгубила је од Улфа Финка. У јуну 1993. Меркелова је изабрана за лидера ЦДУ у Мекленбург-Западној Померанији, наследивши свог бившег ментора Гинтера Краузеа.
Иако је Меркелова била мало заинтересована за политичку позицију као такву, она је описана као инструментална у изградњи њеног раног политичког имиџа. Током њеног мандата, влада је кодификовала право на предшколско образовање, иако је закон ступио на снагу тек 1996. У јуну 1992. године, § 218 StGB-а (немачки кривични закон), који је регулисао права на абортус, преписан је да дозвољава абортусе до 12. недеље трудноће. Иако се у то време лично противила абортусу, Меркелова је била уздржана током гласања о закону. Закон је касније поништио Савезни уставни суд на основу тога да мора постојати општа забрана абортуса.

### 1994–1998: министар за животну средину
Године 1994. унапређена је на место министра за животну средину и нуклеарну безбедност, што јој је дало већу политичку видљивост и платформу на којој може да гради своју политичку каријеру. Као једну од Колових штићеница и његовог најмлађег министра у кабинету, Кол ju је често називао „моја девојка“ (mein Mädchen). Током овог периода, била је блиско менторисана од стране Колa.
Као министарка животне средине, Меркелова је била кључна у успостављању Берлинске конференције Уједињених нација о климатским променама 1995. године . Често јој се приписује да је довела до њеног најзапаженијег резултата, прве међународне посвећености смањењу емисије гасова стаклене баште. Отприлике у то време, прво је ангажовала Бети Бауман, који је остао активан као близак саветник Меркелове. Герхард Шредер је рад Меркелове као министра животне средине критичми оценио као „бедан“.

### 1998–2000: генерални секретар ЦДУ
Након што је Колова влада поражена на изборима 1998. године, Меркелова је именована за генералног секретара ЦДУ. Избори 1998. имали су широк утицај; ЦДУ је имао најгори учинак на савезним изборима од 1949. што је за резултат имало прву послератну левичарску владу Немачке,  на челу са СПД-ом.
Након пораза на савезном нивоу, Меркелова је координисала низ изборних победа ЦДУ на шест од седам државних избора 1999. године, прекинувши дугогодишњу власт СПД-Зелених у Бундесрату. Након скандала око финансирања странке који је компромитовао многе водеће личности ЦДУ — укључујући самог Кола и његовог наследника на месту лидера странке Волфганга Шојблеа — Меркелова је јавно критиковала свог бившег ментора и заговарала нови почетак странке без њега.

### Председник ЦДУ
Меркелова је 10. априла 2000. изабрана да замени Шојблеа на месту председника ЦДУ, поставши прва жена на челу немачке партије. Њен избор је изненадио многе посматраче, јер је њена личност представљала контраст у односу на странку коју је изабрана да води; Меркелова је центристички протестант који потиче из претежно протестантске северне Немачке, док је ЦДУ социјално конзервативна странка у којој доминирају мушкарци са упориштем у западној и јужној Немачкој, а њена баварска сестринска партија, ЦСУ, има дубока католичка упоришта.
Након избора Меркелове за лидера ЦДУ, странка није остварила изборне победе на каснијим државним изборима. У фебруару 2001, њен ривал Фридрих Мерц је изразио намеру да постане главни противник Герхарда Шредера за место канцелара на изборима 2002. године. Амбиција Меркелове да постане канцеларка била је добро позната, али јој је недостајала подршка најутицајнијих чланова унутар сопствене партије. Супарнички кандидат и лидер ЦСУ Едмунд Штојбер је у то време био много популарнији унутар странке. У приватном преговору који је постао познат као Wolfratshausen Breakfast, Меркелова је пристала да уступи могућност да изазове Шредера Штајберу; у замену је требало да постане лидер фракције ЦДУ/ЦСУ у Бундестагу након избора. Иако су предизборне анкете показале да су бирачи снажно фаворизовали Штојбера, он је изгубио изборе са малом разликом. У изборној кампањи доминирача је тема рата у Ираку. Док је канцелар Шредер јасно ставио до знања да се неће придружити рату у Ираку, Меркелова је у то време подржавала рат, иако је касније тврдила да му се противила.

### 2002–2005: Лидер опозиције
После Штајберовог пораза 2002. године, поред улоге лидера ЦДУ, Меркелова је постала и лидер опозиције у Бундестагу, како је било претходно договорено између ње и Штојбера. Фридрих Мерц, који је био на тој функцији пре избора 2002. године, отпуштен је да би уступио место Меркеловој.
Меркелова је подржала значајну агенду реформи немачког економског и социјалног система и сматрана је више протржишном него сама ЦДУ. Она се залагала за измене немачког закона о раду, посебно за уклањање баријера за отпуштање запослених и повећање дозвољеног броја радних сати у седмици. Она је тврдила да постојећи закони чине земљу мање конкурентном, јер компаније нису могле лако да контролишу трошкове рада када је пословање споро.
Меркелова је тврдила да Немачка треба да укине нуклеарну енергију брже него што је Шредерова администрација планирала.
Она се залагала за снажно трансатлантско партнерство и немачко-америчко пријатељство. У пролеће 2003. године, пркосећи снажном јавном противљењу, Меркелова се заложила за инвазију на Ирак 2003. године, описујући је као „неизбежну”. Она је такође критиковала владину подршку приступању Турске Европској унији, уместо тога залажући се за „привилеговано партнерство“.

### 2005–2021: немачки канцелар
Меркелова је 30. маја 2005. победила у номинацији ЦДУ/ЦСУ за противкандидатско место у трци за канцеларску функцију, у којој јој је главни конкурент био Герхард Шредер из СПД-а на савезним изборима 2005. године. Њена странка је започела кампању са 21 – предности у односу на СПД у националним истраживањима јавног мњења, иако је њена лична популарност заостајала за оном актуелног председника. Међутим, кампања ЦДУ/ЦСУ није ишла по планираном јер је Меркелова, која је економску компетенцију ставила у фокус платформи ЦДУ, два пута помешала бруто и нето приход током телевизијске дебате. Она је поново добила замах након што је објавила да ће за министра финансија именовати Пола Кирхофа, бившег судију немачког уставног суда и водећег стручњака за фискалну политику.
Меркелова и ЦДУ изгубили су вођство након што је Кирхоф предложио увођење паушалног пореза у Немачкој, поново подривајући широку привлачност странке по питању економских питања. Томе је допринео предлог Меркелове да се повећа порез на додатну вредност како би се смањио немачки дефицит и попунио јаз у приходима од паушалног пореза. СПД је тиме пружена прилика да повећа своју подршку јавности једноставним обећањем да неће уводити паушалне порезе или повећати ПДВ. Иако се углед Меркелове опоравио након што се дистанцирала од Кирхофових предлога, она је остала знатно мање популарна од Шредера, који је био перципиран као генерално компетентнији и поузданији кандидат. Предност ЦДУ је пала на 9 процентних поена уочи избора, а Меркелова је имала значајно вођство у популарности на основу истраживања јавног мњења. Дана 18. септембра 2005, партија Ангеле Меркел ЦДУ/ЦСУ и Шредеров СПД су се суочили на националним изборима, при чему је ЦДУ/ЦСУ освојио 35,2% (ЦДУ 27,8% / ЦСУ 7,5%) од других гласова на 34,2% СПД-а. Резултат је био толико близу да су и Шредер и Меркелова на почетку однели победу. Ни коалиција СПД – Зелени ни ЦДУ/ЦСУ и њени преферирани коалициони партнери, Слободна демократска партија, нису имали довољно места да формирају већину у Бундестагу. Велика коалиција између ЦДУ/ЦСУ и СПД суочила би се са изазовом обе странке које за себе захтевају место канцелара. Међутим, након три недеље преговора, две странке су постигле договор о великој коалицији на челу са Меркеловом на позицији канцеларке, при че му би СПД имао 8 од 16 места у кабинету. Договор су одобриле обе стране на страначким конференцијама 14. новембра 2005.
Меркел је изабрана за канцеларку гласовима већине делегата (397 према 217) у новосастављеном Бундестагу 22. новембра 2005. године, али је 51 члан владајуће коалиције гласао против њеног избора. Тадашњи извештаји су указивали да ће велика коалиција водити мешовиту политика, од којих су се одређени аспекти политике разликовали од политичке платформе Меркелове као лидера опозиције и кандидата за канцелара. Намера коалиције била је да смањи јавну потрошњу уз истовремено повећање ПДВ-а (са 16 на 19 %), доприноса за социјално осигурање и највише стопе пореза на доходак.
Меркелова је, најављујући коалициони споразум, навела да ће главни циљ њене владе бити смањење незапослености и да ће се о томе судити њена влада.
Реформа немачког здравственог система била је истакнуто питање током избора 2005. године; претходни систем је критикован као неефикасан и превише бирократизован. Након значајног периода преговора, договор је постигнут 2006. године. Иако је овај споразум описан као „спасио коалициону владу“, такође је широко критикован као неефикасан. Договор је такође повећао пореско оптерећење за послодавце и њихове запослене на јавном осигурању. У кругу реформи из 2006. године уведена је „дужина здравственог осигурања“, која утврђује да појединци морају бити осигурани или кроз систем јавног осигурања или преко приватних осигуравајућих фирми и сходно томе не могу бити неосигурани. Реформе су такође имале за циљ превентивну здравствену заштиту као приоритет, посебно у погледу бриге о старима.
Дана 4. октобра 2008. године, након одлуке ирске владе да гарантује све депозите на приватним штедним рачунима, што је оштро критиковала, Меркел је рекла да нема планова да немачка влада учини исто. Следећег дана Меркелова је изјавила да ће влада ипак гарантовати депозите на приватним штедним рачунима. Међутим, два дана касније, 6. октобра 2008. године, испоставило се да је обећање једноставно политички потез који неће бити подржан законом. Већина других европских влада на крају је или подигла границе или обећала да ће гарантовати уштеде у потпуности.
Немачка влада је ускочила да помогне хипотекарној компанији Hypo Real Estate у спасавању. Договор је договорен 6. октобра, при чему су немачке банке дале 30 милијарди евра, а Бундесбанка 20 милијарди евра у хитну кредитну линију.
У време кризе поводом грчког државног дуга, Немачка је била највећи кредитор грчке владе, дајући јој значајну преговарачку моћ. Меркеловој се често приписује да је „спасила евро“, пре свега због своје координационе улоге у развоју политике отписа дуга. Мере штедње уведене дужницима попут Грчке, неки посматрачи су критиковали као преоштре. Критичари су такође истакли проблеме управљања дугом у Немачкој. Блумбергов чланак је навео да „неодговорни зајмопримци не могу постојати без неодговорних зајмодаваца“; сходно томе, „немачке банке биле су помоћници Грчке“.
У току финансијске кризе, кабинет Меркелове је значајно повећала буџет програма Kurzarbeit и продужила је дозвољено трајање таквих уговора са 6 месеци на 18 месеци. Иако су сличне одредбе постојале и раније, проширење програма кабинета Меркелове је нашироко хваљено и заслужно је за очување 500.000 радних места током финансијске кризе.
Њена странка ЦДУ је поново победила на изборима 2009. године са повећаним бројем места и могла је да формира владајућу коалицију са ФДП-ом. После кратких преговора, други кабинет Меркелове положио је заклетву 28. октобра 2009. Почетком 2011. рејтинг Меркелове је опао, што је резултирало великим губицима њене странке на државним изборима. Анкета из августа 2011. показала је да је њена коалиција имала само 36% подршке у поређењу са потенцијалном ривалском коалицијом од 51%. Без обзира на континуиране ефекте финансијске кризе –, незапосленост је пала испод границе од 3 милиона незапослених у 2011.
Након присутније дебате о овој теми у лето 2010, немачка влада је објавила планове за укидање војног рока у Немачкој, чиме је Bundeswehr постао војска чији се део постоје на добровољној основи, од новембра2010. Одлука је финализована у децембру те године, а регрутација је суспендована 1. јула 2011. Иако је у то време била донекле популарна, одлука је касније дошла под лупу, посебно након руске инвазије на Украјину. Такође је критикована у вези са финансијским обавезама Немачке према НАТО-у. Током 2023. 61% Немаца је рекло да се залаже за поновно успостављање војне обавезе.
Реагујући на буџетски дефицит од €11 у јавном здравственом систему 2009. године, влада Меркелове је 2010. усвојила веома непопуларне реформе здравствене заштите. Изменама је смањена потрошња за здравство у појединим областима и повећани доприноси послодаваца и запослених на 15,5% бруто зарада. Реформама је такође утврђено да ће будућа повећања доприноса утицати само на доприносе послодаваца, што су критиковале опозиционе странке и синдикати.
На изборима у септембру 2013. Меркелова је извојевала једну од најважнијих победа у политичкој историји Немачке, постигавши најбољи резултат за ЦДУ/ЦСУ од поновног уједињења и нашла се на пет места од прве апсолутне већине у Бундестагу од 1957. године. Међутим, њихов омиљени коалициони партнер, ФДП, није успео да уђе у парламент први пут од 1949. године, јер је био испод минимума од 5% других гласова потребних за улазак у парламент.
ЦДУ/ЦСУ се окренула СПД-у да формира трећу велику коалицију у послератној немачкој историји и другу под вођством Меркелове. Трећи кабинет Ангеле Меркел званично је изабран 17. децембра 2013.
Меркелова је постигла добре резултате у истраживањима јавног мњења на тему њеног суочавања са евро кризом (69% је оценило њен учинак као добар, а не лош), а њен рејтинг је достигао највиши ниво од 77% у фебруару 2012. и поново јула 2014.
Током европске мигрантске кризе, Меркелова је охрабривала сарадњу између држава чланица ЕУ, позивајући на то да Европа треба да делује „као целина“.
Крајем августа 2015. године, на врхунцу кризе, влада Меркелове суспендовала је Даблинску регулативу, која је предвиђала да тражиоци азила морају тражити азил у првој земљи ЕУ у коју стигну. Меркелова је најавила да ће Немачка обрађивати и захтеве за азил сиријских избеглица ако су у Немачку дошли преко других земаља ЕУ. Те године је у Немачку ушло скоро 1,1 милион тражилаца азила. Меркелова је сковала фразу Wir schaffen das (буквално „Ми то можемо“) отприлике у то време.
Млађи коалициони партнер и вицеканцелар Зигмар Габријел рекао је да би Немачка могла да прими 500.000 избеглица годишње током наредних неколико година. Немачко противљење владином прихватању новог таласа миграната било је снажно и праћено порастом протеста против имиграције. Меркелова је инсистирала на томе да Немачка има економску снагу да се избори са приливом миграната и поновила да не постоји законско максимално ограничење броја миграната које Немачка може да прими. У септембру 2015. године одушевљена маса широм земље дочекала је пристигле избеглице и мигранте.
Хорст Зехофер, лидер Хришћанско-социјалне уније у Баварској (ЦСУ) — сестринске странке ЦДУ, Хришћанско-демократске уније — и тадашњи баварски министар-председник, напао је политику Меркелове. Зехофер је критиковао одлуку Меркелове да дозволи долазак миграната Зехофер је тврдио да је чак 30% тражилаца азила који стижу у Немачку а који тврде да су из Сирије су у ствари из других земаља. Он се залагао за казнено смањење финансирања ЕУ за земље чланице које су одбиле обавезне квоте за избеглице. У међувремену, Иасмин Фахими, генерални секретар Социјалдемократске партије (СПД), млађег партнера владајуће коалиције, похвалила је политику Меркелове која дозвољава мигрантима лоцираним у Мађарској да уђу у Немачку, што је окарактерисала као „снажан сигнал хуманости који показује да су европске вредности такође валидне у тешким временима“. Степен одобравања рада Меркелове пао је на 54% у октобру 2015. године и то је био најнижи јејтинг од 2011.
У новембру 2015. године вођени су разговори унутар владајуће коалиције да се две године заустави уједињавање породица за мигранте и да се на граници успоставе „транзитне зоне“. Поред тога, постојали су планови да се обезбеди смештај мигрантима са малом вероватноћом да добију одобрење за азил до обраде њиховог захтева. То је довело до повећања тензија између ЦСУ, који је генерално био за ове мере и претио да ће растурити коалицију без њих, и СПД, који им се противио; Меркелова је пристала на мере. Напади у Паризу у новембра 2015. године подстакли су преиспитивање става немачке владе о мигрантској политици ЕУ. Иако није директно ограничавала број имиграната, Меркелова је пооштрила политику азила у Немачкој, на пример кроз детаљнију проверу миграната у погледу унутрашње безбедности и безбедности.
У августу 2016, након напада на воз у Вирцбургу у Немачкој и разних других исламистичких терористичких напада у Европи, рејтинг Меркелове је пао на 47%. Половина Немаца није желела да она одслужи четврти мандат, а само 42% је било за још један мандат Меркелове. У анкети из октобра те године, установљено је да је њен рејтинг поново порастао; Утврђено је да је 54 одсто Немаца задовољно радом Меркелове као канцеларке. Према другој анкети спроведеној у новембру 2016, 59% је требало да се изјаснило за обновљену кандидатуру за канцеларску позицију 2017. Према анкети спроведеној убрзо након напада камионом у Берлину 2016. године, 56% Немаца је именовало Меркелову као политичког лидера коме верује да ће решити проблеме своје земље.
У октобру 2016. Меркелова је отпутовала у Мали и Нигер. Дипломатска посета је одржана како би се разговарало о томе како би њихове владе могле да побољшају услове због којих су људи напустили те земље и како би се смањила илегална миграција преко и из ових земаља.
Мигрантска криза подстакла је десничарске изборне преференције широм Немачке, а Алтернатива за Немачку (AfD) је освојила 12% гласова на немачким савезним изборима 2017. Овакви догађаји су подстакли дебате о разлозима повећаног десничарског популизма у Немачкој. Неки истраживачи тврде да су повећане преференције деснице резултат европске мигрантске кризе, посебно све чешће перцепције да избеглице представљају етничку и културну претњу Немачкој.
Неки посматрачи су описали политику Ангеле Меркелов у вези са мигрантском кризом као успешну. Високи комесар Уједињених нација за избеглице доделио је 2022. године Меркеловој Нансенову награду за њену „храброст и саосећање“ током кризе. Међутим, Меркелова се такође суочила са значајним критикама, посебно у погледу њеног креирања политике на почетку кризе, које неки критичари описују као лицемерно једнострано.
На савезним изборима 2017. Меркелова је довела своју странку до победе по четврти пут. Међутим, и ЦДУ/ЦСУ и СПД су добили знатно мањи удео гласова него 2013. године, а ЦДУ/ЦСУ је касније покушао да формира коалицију са ФДП-ом и Зеленима. СПД је најавио да ће прећи у опозицију, како због губитка подршке народа, тако и због тога што је идеја о још једној великој коалицији тада била веома непопуларна.
ФДП се на крају повукла из преговора са ЦДУ/ЦСУ, што је довело до застоја. Немачки председник Франк-Валтер Штајнмајер је потом успешно апеловао на СПД да промени свој чврст став против коалиције са ЦДУ/ЦСУ, а СПД је пристао на трећу велику коалицију са ЦДУ/ЦСУ. Преговори који су довели до овог споразума били су најдужи у немачкој послератној историји и трајали су скоро шест месеци.
Истраживање YouGov-а објављено крајем децембра 2017. показало је да само 36% свих испитаника жели да Меркелова остане на челу до 2021. године, док је половина анкетираних бирача позвала на промену на врху пре краја законодавног тела.
Четврти кабинет Меркелове полагао је заклетву 14. марта 2018.
Као део новоформиране владе, улогу министра унутрашњих послова преузео је Хорст Зехофер из ЦСУ. Зехофер је најавио да има мастер план за брже процедуре азила, и доследније депортације. Према Зехоферовом плану, Немачка би одмах одбила потенцијалне имигранте који су већ били депортовани или су били под забраном уласка. Поред тога, полиција би добила инструкције да одбије све подносиоце захтева који су се претходно регистровали негде другде у ЕУ, без обзира да ли се ове земље сложе да их прими назад. Меркелова се плашила да би једнострано слање миграната назад у суседне земље без тражења мултилатералног европског споразума могло да угрози стабилност Европске уније.
У јуну 2018. Зехофер је поставио ултиматум Меркеловој; као министар унутрашњих послова желео је да може да једнострано спроводи политику без њене подршке. Иако је на крају пристао да сарађује са Меркеловом док је она преговарала са другим земљама чланицама ЕУ, он је одбацио споразум ЕУ који је она добила. Дана 1. јула 2018, током састанка са руководством странке, Зехофер је у знак протеста изјавио да намерава да поднесе оставку на своју функцију. Током ноћи 2. јула 2018. Зехофер и Меркел објавили су да су измирили своје несугласице и пристали да уместо тога прихвате компромис строже контроле границе. Као резултат споразума, Зехофер је пристао да не поднесе оставку и да сам преговара о билатералним споразумима са одређеним земљама. Зехофер је био широко критикован због свог тврдог става у контексту кризе.
Када је избила пандемија ковида 19, у почетним фазама пандемије, Немачка је успоставила кризни тим за управљање немачком политиком обуздавања и одговором на пандемију. Крајем фебруара 2020, позивајући се на овај кризни тим, Меркелова је препоручила приступ који карактерише умереност и избегавање екстремних или универзалних мера (Maß und Mitte). Меркелова је 18. марта 2020. одржала говор о ковид пандемији, упоређујући тадашње изазове са највећим након Другог светског рата.
Говор је био добро прихваћен како на националном тако и на међународном нивоу, добивши широку пажњу и награду за „говор године“.
Меркелова је 6. априла 2020. изјавила: „По мом мишљењу... Европска унија се суочава са највећим тестом од свог оснивања и државе чланице морају показати већу солидарност како би блок могао да изађе јачи из економске кризе коју је покренула пандемија“. Меркелова је добила међународне похвале за своје поступање са пандемијом у Немачкој. Касније тог месеца, Меркелова је похваљена због приступачног објашњења основног репродукционог броја, који је био важан показатељ у одговору немачке владе на пандемију. Меркелова се противила обавезној вакцинацији, док је наглашавала важност научне писмености и образовања. Током немачког председавања Европским саветом, Меркелова је предводила преговоре о пакету реконструкције ЕУ следеће генерације.

### Сукцесија
Меркелова је 29. октобра 2018. најавила да неће тражити реизбор за лидера ЦДУ на њиховој партијској конференцији у децембру 2018, али намерава да остане на месту канцеларке до одржавања немачких савезних избора 2021. Она је изјавила да након овога не планира да тражи било какву политичку функцију. Оставке су уследиле након октобарских неуспеха за ЦСУ на државним изборима у Баварској и за ЦДУ на изборима у држави Хесен. У августу 2019. Меркелова је наговестила да би се могла вратити да ради у академској заједници по крају свог мандата 2021.
Одлучила је да не предложи ниједну особу за свог наследника на месту лидера ЦДУ. Међутим, политичким посматрачима су за наследницу дуже виђени Анегрет Крамп Каренбауер. Ово гледиште је потврђено када је Крамп Каренбауер – која се сматрала канцеларкиним фаворитом за ту функцију – изгласана да наследи Меркелову на месту лидера ЦДУ у децембру 2018. Уздизање Крамп-Каренбауер у министарку одбране након одласка Урсуле фон дер Лајен да постане председница Европске комисије такође је повећало њен положај као највероватнијег кандидата Меркелове за наследство. Током 2019. медији су спекулисали да би Крамп-Каренбауер могла да преузме позицију канцеларке раније него што је планирано ако се тренутна владајућа коалиција покаже неодрживом. Ту могућност странка није ни потврдила ни демантовала. У фебруару 2020, Крамп Каренбауер је најавила да ће на лето поднети оставку на место лидера странке ЦДУ, након што су чланови странке у Тирингији пркосили званичним страначким линијама и гласали са Алтернативом за Немачку подршку кандиду ФДП-а за председника министра. Крамп Каренбауер је наследио Армин Лашет на изборима за вођство ЦДУ 2021.
На савезним изборима 2021. СПД је освојио највише гласова. Ово је изискивало дуге преговоре између различитих странака о формирању владе. Дана 23. новембра 2021. објављена је нова велика коалиција, а Олаф Шолц је номинован да наследи Меркелову. Меркелова је наставила да буде канцеларка до 8. децембра 2021, када је Шолц положио заклетву.

### Од 2022. до данас
Дана 25. фебруара 2022, само 24 сата након што је почела руска инвазија на Украјину, Меркелова је за ДПА рекла да је „најоштрије осудила [...] агресорски рат који води Русија, који означава дубоки прелом у историји постхладноратовске Европе“.
У априлу те године, портпарол Меркелове је изјавио да је она „остала при свом ставу са самита НАТО у Букурешту 2008.“, када се противила чланству Украјине у Северноатлантској алијанси, одлуци која је била под све већом контролом.
Меркелова је 1. јуна 2022. дала своје прве полујавне коментаре о политичким дешавањима након што је напустила функцију, на забави поводом пензионисања Рајнер Хофмана, председниа Немачк конфедерације синдиката . Она је критиковала „очигледно кршење међународног права од стране Русије“, изразила је солидарност са Украјином и тврдила да се „мир и слобода никада не могу узети здраво за готово“.
Она је 7. јуна 2022. дала своје прве јавне коментаре на политичке теме. У интервјуу новинару Александра Осангу, бранила је своје досадашње одлуке о Украјини и назвала Путинову агресију „не само неприхватљивом, већ и великом грешком Русије... То је објективно кршење свих међународних закона и свега што нам у Европи омогућава да живимо у миру уопште. Ако почнемо да се враћамо кроз векове и да се расправљамо о томе који део територије коме треба да припада, онда ћемо имати само рат. То уопште није опција." Такође је рекла да је до краја њеног канцеларског мандата у септембру 2021. године било јасно да се Путин креће у правцу сукоба и да је завршио са разговорима у Нормандијском формату.

## Политички ставови

### Мигранти
У октобру 2010. Меркелова је на састанку млађих чланова  конзервативне Хришћанско-демократске уније (ЦДУ) у Потсдаму рекла да су покушаји изградње мултикултуралног друштва у Немачкој „потпуно пропали“, наводећи да: „Концепт да ми сада живимо раме уз раме и срећни смо због тога“ не функционише и „осећамо се везани за хришћански концепт човечанства, то је оно што нас дефинише. Свако ко то не прихвата овде је на погрешном месту“. Наставила је да говори да имигранти треба да се интегришу и усвоје немачку културу и вредности. Ово је допринело растућој дебати у Немачкој о прихватљивим нивоима и механизмима имиграције, њеним ефектима на Немачку и степену до којег су се муслимански имигранти интегрисали у немачко друштво.
Меркелова се залаже за „обавезни механизам солидарности“ за премештање азиланата из Италије и Грчке у друге земље чланице ЕУ као део дугорочног решења европске мигрантске кризе.

### Спољна политика
Спољна политика Меркелове била је усмерена на јачање европске сарадње и међународних трговинских споразума. Она и њене владе су биле блиско повезане са политиком променом кроз трговину (Wandel durch Handel). Због тога је наишла на критике, посебно након руске инвазије на Украјину 2022. Меркелова је нашироко описивана као дефакто лидер Европске уније током свог канцеларског мандата.
У 2015. години, уз одсуство Стивена Харпера, Меркелова је постала једини лидер који је присуствовао сваком састанку Г20 од првог 2008. године, након што је била присутна на рекордних петнаест самита до 2021. године. Била је домаћин дванаестог састанка на самиту Г20 у Хамбургу 2017.
Меркелова се залаже за Споразум о придруживању Украјине и Европске уније. Она је у децембру 2012. изјавила да примена споразума зависи од реформи у Украјини.
Меркелова је изразила подршку праву Израела на самоодбрану у контексту сукоба између Израела и Газе 2014. Она је 9. јула телефонирала израелском премијеру Бењамину Нетањахуу да осуди нападе на Израел".
Она је јуна 2018. изјавила да није било моралног или политичког оправдања" а послератно протеривање етничких Немаца из земаља Централне и Источне Европе.

### Социјални расходи
Меркелова је на Светском економском форуму у Давосу 2013. рекла да Европа има само 7% светске популације и да производи само 25% глобалног БДП-а, али да врши скоро 50% глобалне социјалне потрошње, давања. Она је даље рекла да Европа може да одржи свој просперитет само тако што ће бити иновативна и мерити се са најбољима. После овога, поређење је постало централни елемент у главним говорима. Међународна финансијска штампа је нашироко коментарисала њену тезу.
Фајненшел тајмс је прокоментарисао: „Иако је госпођа Меркел престала да сугерише да би горња граница социјалне потрошње могла да буде једно мерило за мерење конкурентности, она је то наговестила у светлу растуће социјалне потрошње у условима старења становништва.

### Климатска политика
Меркелова је заслужна као кључни део преговора Г8 2007. који су довели до знатно амбициознијег опредељења за транзицију обновљиве енергије него што се очекивало.
У септембру 2010. године коалициона влада објавила је дугорочни план одрживог развоја електричне мреже до 2050. године; напори да се пређе на одрживе и иначе пожељније изворе енергије названи су енергетским транзицијом (Energiewende). Иако је првобитни план био критикован због продужења животног века нуклеарних електрана, он је измењен након нуклеарне катастрофе у Фукушими, а последње нуклеарне електране у Немачкој су затворене у априлу 2023. План је такође имао за циљ смањење емисије гасова стаклене баште за 40% до 2020. године, што је циљ који је у почетку постигнут углавном због смањења потражње током пандемије ковида 19. Међутим, емисије су порасле на ниво изнад циља 2022.
У припреми за Париску конференцију о климатским променама 2015. године, Меркелова је најавила да ће Немачка значајно повећати свој допринос међународној помоћи и финансирању за климу до 2020. У 2016., неки посматрачи су критиковали недостатак акције Меркелове у вези са климатским променама те године. Меркелова је 2017. године критиковала одлуку Трампове администрације да се повуче из Париског споразума из 2015. и потврдила посвећеност преосталих чланица Г20 споразуму.
Почетком 2019. владина комисија коју је именовала коалициона влада одобрила је план за постепено гашење термоелектрана на угаљ до 2038. године, издвајајући буџет од 40 милијарди евра за тај план.
Сеептембра 2019, влада Меркелове објавила је сет политика за ублажавање климатских промена са укупним буџетом од €54. Иако ју је тадашњи министар животне средине Свења Шулце описао као „нови почетак немачке климатске политике“, пакет је био широко критикован; групе за заштиту животне средине су је доживела као недовољну, а опозиционе странке су тврдиле да је неефикасна. Истакнути климатски научници су то назвали „неуспехом политичког система“ и „смешним“.

### Фискална политика
Меркелова је 2009. најавила планове за преузимање додатног државног дуга како би стимулисала економски раст, тврдећи да би то требало да има приоритет у односу на друге фискалне проблеме. Пореска политика владе Меркелове у то време била је нашироко критикована, углавном због додатног задуживања уместо повећања пореских стопа на високим нивоима прихода. Меркелова је 2010. године изразила подршку глобалном порезу на финансијске трансакције, али је на крају била неуспешна у међународним преговорима о том питању.
Меркелова је 2019. заговарала важност уравнотеженог државног буџета. Одбијала је предлог о додатним улагањима како би се стимулисао раст.

## Критике
Меркелова је критикована због тога што је била лично присутна и укључена у уручивање медијске награде М100 данском карикатуристи Курту Вестергарду, који је покренуо контроверзе поводом карикатуре Мухамеда. Ово се догодило у време жестоке дебате о књизи бившег извршног директора Немачке савезне банке и финансијског сенатора Берлина Тила Сарацина, која је критиковао муслиманску имиграцију. Истовремено, осудила је планирано спаљивање Курана од стране фундаменталистичког пастора на Флориди. Централни савет муслимана у Немачкој и Лева партија (Левица) као и Немачка Зелена странка критиковали су акцију канцеларке десног центра. Лист Frankfurter Allgemeine Zeitung је писао: „Ово ће вероватно бити најексплозивнији тренутак њеног канцеларског мандата до сада.
Термин alternativlos (на немачком за „без алтернативе“), који је Ангела Меркел често користила да опише своје мере за решавање кризе сувереног дуга у Европи, жири састављен од лингвистичара прогласио је за Нереч године 2010. Формулација је критикована као недемократска, јер би се стога свака дискусија о политици Меркелове сматрала непотребном или непожељном. Израз је заслужан за назив политичке партије Алтернатива за Немачку, која је основана 2013.
За време посете америчког председника Барака Обаме Берлину, Меркелова је 19. јуна 2013. у контексту обелодањивања масовног надзора из 2013. рекла: „Интернет је неистражена територија за све нас“. Ова изјава је довела до разних интернет мимова и онлајн исмевања Меркелове.
Током државне посете турског премијера Ахмета Давутоглуа у јануару 2015. године, Меркелова је изјавила да је „ислам део Немачке“, што је изазвало критике унутар њене странке. Вођа посланичке групе Волкер Каудер изјавио је да муслимани припадају Немачкој, али ислам не, и да би муслимани требало да се „запитају зашто се толико насилних људи позива на Куран“.
На крају састанка лидера Групе седам на Сицилији у мају 2017, Меркелова је критиковала америчке напоре да одустану од ранијих обавеза о климатским променама. Према Меркеловој, разговори су били тешки и поремећени неслагањем. „Овде имамо ситуацију да шест чланица, или чак седам ако желите да додате ЕУ, стане против једне.
Меркелова се суочила са критикама јер није заузела чврст став према Народној Републици Кини. Asia Times је наводила да се за разлику од неких њених европских колега, однос ка Кини Ангеле Меркел садржао у полтиици немешања у унутрашње ствари Пекинга. Меркелова је наводно била бесна када је њен министар спољних послова Хајко Мас примио хонгконшког дисидента Џошуу Вонга у Берлину септембра [2019], против чега је званични Пекинг јавно протестовао.
Влада Меркелове одлучила је да укине и нуклеарне електране и електране на угаљ и подржала је планове Европске комисије о зеленом договору. Критичари су кривили систем Европске уније за трговину емисијама (ЕУ ЕТС) и затварање нуклеарних електрана за допринос глобалној енергетској кризи 2021–2022.
После руске инвазије на Украјину 2022. године, Меркелова се поново суочила са критикама да није успела да обузда амбиције и агресију руског председника Владимира Путина инсистирањем на дипломатији и политици детанта. Критичари су тврдили да су током њеног мандата Немачка и Европа биле ослабљене зависношћу од руског природног гаса, укључујући гасоводе Северни ток 1 и Северни ток 2, и да је немачка војска била занемарена, неорганизована и недовољно финансирана. До краја 2021. Немачка је увозила 55% гаса, 34% нафте и 52% угља из Русије.
Канцеларскји мандат Меркелове постало је тесно повезано са политиком Вандела дурх Хендла, који се залаже за остваривање блиских економских веза са ауторитарним владама у циљу подстицања демократизације. Када је политикаWandel durch Handel након руске инвазије доспела под интензивну домаћу и међународну контролу, Меркелова је добила велики део кривице, што је навело Политико да напише „[ни]једна Немачка није одговорнија за кризу у Украјини него је Меркел“. Украјински председник Володимир Зеленски такође је за рат окривио одлуку Меркелове и тадашњег председника Француске Николе Саркозија да се блокира улазак Украјине у НАТО 2008. године; Меркелова је касније изјавила да остаје при својој одлуци.

## Наслеђе и имиџ у јавности
Меркелова је нашироко описивана као дефакто лидер Европске уније током свог канцеларског мандата. Магазин Форбс ју је прогласио другом најмоћнијом особом на свету 2012. и 2015. године, после Барака Обаме и Владимира Путина, што је највише место који је жена икада постигла. Меркелова је 26. марта 2014. постала актуелни шеф владе са најдужим стажем у Европској унији. У децембру 2015. године, Меркелова је проглашена за личност године часописа Тиме, а на насловној страни часописа проглашена је за „канцеларку слободног света“. У 2018, Меркел је рекордни четрнаести пут проглашена за најмоћнију жену на свету од стране Форбса. После избора Доналда Трампа за председника САД 2016. године, Меркелову је Њујорк тајмс описао као „последњег браниоца либералног Запада“, и као „лидера слободног света“. од стране бројних коментатора, укључујући Хилари Клинтон. У истраживању из 2018. Меркелова је оцењена као најцењенији светски лидер. Атлантик ју је 2019. описао као „најуспешнију живу политичарку на свету, како на основу достигнућа тако и на основу дуговечности“. Председник Универзитета Харвард Лери Бекоу описао ју је као „једну од најцењенијих и најутицајнијих државника нашег времена“.
Критичари тврде да је Меркелова политика током мигрантске кризе 2015. наштетила интегритету ЕУ. Појединци су такође коментарисали да су неуспеси и то што Немачка није испуњавала финансијске обавезе према НАТО-у, Меркелино блокирање приступа Украјине НАТО-у 2008. и укидање војног рока што је све заједно ослабило позицију Немачке и Европе након руске инвазија на Украјину.
Због трајања њеног мандата, значајан део немачког бирачког тела (5% 2021.) никада није живео под другим канцеларом све док Олаф Шолц није преузео дужност 2021. године. Меркелова је описана као да је значајно обликовала политички амбијент Немачке, посебно перцепције оних који су одрасли током њеног канцеларског мандата; ова демографска група је упућена Merkelkinder (прев. children of Merkel).
Као жена која је политичарка из странке десног центра и такође научница, Меркел су многи у штампи на енглеском језику поредили са британском премијерком из 20. века Маргарет Тачер. Тачер је такође дипломирала хемију, на Оксфордском универзитету. Неки су је називали „челичном лејди“, „челичном девојком“, па чак и „челичном госпођом“,  алудирајући на Тачерову, чији је надимак био „челична дама“. Политички коментатори су расправљали колико су тачно програми Меркелове и Тачерове слични. Касније током свог мандата, Меркелова је стекла надимак Мути (немачки познати облик „мајка“). Звали су је и „челична канцеларка“, у односу на Ота фон Бизмарка.
Ал Џазира је критиковала надимак „Гвоздена дама“ за Меркелову као погрешан, истичући њен проевропски став, њене напоре да се бори против „шпекуланата који траже профит“ током кризе евра и њен недостатак Тачериног „како ја сматрам-или-никако“ односа према политици.

## Награде
Фебруара 2023. додељена јој је награда УНЕСКО-а за мир. Априла 2023. добила је највише немачко одликовање „Велики крст за заслуге”.
Меркелова је 2023. године добила почасни докторат на Париском институту политичких наука као признање за њену политичку каријеру.

## Лични живот
Године 1977. са 23 године, Меркел, тада Ангела Казнер, удала се за студента физике Улриха Меркела (рођеног 1953) и узела је његово презиме. Развели су се 1982. Њен други и садашњи супруг је квантни хемичар и професор Јоаким Зауер, који је у великој мери избегавао медијску пажњу током и након политичке каријере Меркелове. Први пут су се срели 1981. и венчали 1998. Меркелова нема деце, али Зауер има два одрасла сина из претходног брака.
Пошто је одрасла у Источној Немачкој, Меркелова је у школи научила руски. Она је могла да неформално разговара са Владимиром Путином на руском језику, али је дипломатски дијалог водила преко преводиоца. Ретко је говорила енглески у јавности, али је одржала мали део свог говора у британском парламенту на енглеском језику, 2014.
Меркелова је ватрени љубитељ фудбала и познато је да слуша утакмице док је била у Бундестагу и да присуствује утакмицама националног тима у свом службеном својству, укључујући победу Немачке 1 : 0 против Аргентине у финалу Светског првенства у фудбалу 2014.
Меркелова је изјавила да је њен омиљени филм Легенда о Паулу и Паули, источнонемачки филм објављен 1973.
Она има страх од паса, који се развио након што ју је пас напао 1995. Владимир Путин је довео свог лабрадора ретривера током конференције за штампу 2007. Путин тврди да није намеравао да је уплаши, иако је Меркелова касније приметила: „Разумем зашто то мора да уради – да докаже да је мушко... Плаши се сопствене слабости“.
Од 2017, Меркелова је повремено виђена како се видно тресе у неколико јавних прилика, али се убрзо опоравила. После једне такве ситуације, дрхтање је приписала дехидрацији, рекавши да се осећала боље након што је попила воде.
Септембра 2021, након што је избегавала питање током већег дела своје каријере, Меркелова је рекла да себе сматра феминисткињом. Саопштење са овом изјавом је дато на конференцији заједно са нигеријском списатељицом и феминисткињом Чимамандом Нгози Адичи.
Од свог пензионисања, Меркелова је коментарисала руску инвазију на Украјину, али је иначе ограничила своје учешће у политичким питањима. Уместо тога, фокусирала се на путовања у приватном својству.
Меркелова је наводно „презирала“ америчког председника Доналда Трампа, према Политику, позивајући се на књигу Џонатана Карла.
Ангела Меркел је лутеранка и верница Евангелистичке цркве у Берлину, Бранденбургу и Шлеској Горњој Лужици ( , удружено протестантско (реформистичко и лутеранско) црквено тело под окриљем Протестантске цркве у Немачкој. ЕКБО је члан Савеза протестантских цркава у ЕКД. Пре спајања Евангелистичке цркве у Берлину-Бранденбургу 2004. и Евангелистичке цркве у Шлеској Горњој Лужици, Меркелова је припадала црвки у Берлин-Брандербургу. Меркелова је 2012. године у вези са својом вером рекла: „Ја сам члан протестантске цркве. Верујем у Бога и религија је такође мој стални пратилац, и тако је било целог мог живота. Ми као хришћани пре свега не треба да се плашимо залагања за своја уверења“. Такође је јавно изјавила да Немачка не пати од „превише ислама“ већ „премало хришћанства“.

### У уметности и медијима
Од 1991. године Меркелова седи сваке године за портрете Херлинде Келбл и даје јој интервју.
Меркелову је тумачила швајцарска глумица Ана Катарина у политичком сатиричном филму Диктатор из 2012. године.
Меркелова се појављује као главни лик у две од три драме које чине трилогију Европљани (Бриж, Антверпен и Тервурен) британског драмског писца из Париза Ника Авдеа: Бриж (2014) и Тервурен (2016). Лик по имену Меркел, у пратњи помоћника по имену Шојбле, такође се појављује као злокобни женски послушник у роману Михаела Параскоса У потрази за шест пенија.
У америчкој скеч комедији Уживо суботом увече, од 2013. године ју је пародирала америчка глумица глумица и списатељица Кејт Макинон.
У британској скеч комедији Трејси Улман, комичарка Трејси Улман пародирала је Меркелову, за шта је стекла универзално позитивне критике.
Документарни филм из 2016. године Angela Merkel – The Unexpected продуцирали су Broadview TV и MDR у сарадњи са Arte и Das Erste.

## Дела

### Научне публикације
- Ангела Меркел, Илка Бегер, Ханс Јоахим Шпангенберг, Луц Цилике: , Zeitschrift für physikalische Chemie, 1982. Zeitschrift für physikalische Chemie. 263 (3): 449—460. 1982. Недостаје или је празан параметар |title= (помоћ)
- Ангела Меркел, Луц Цилике: Berechnung von Geschwindigkeitskonstanten für den C-H-Bindungsbruch im Methylradikal, Zeitschrift für physikalische Chemie, 1985. Zeitschrift für physikalische Chemie. 266 (2): 353—361. 1985. Недостаје или је празан параметар |title= (помоћ)
- Merkel, A.; Zülicke, L. (1987). „Nonempirical parameter estimate for the statistical adiabatic theory of unimolecular fragmentation”. Molecular Physics. 60 (6): 1379—1393. Bibcode:1987MolPh..60.1379M. doi:10.1080/00268978700100901.
- Merkel, Angela.; Havlas, Zdenek.; Zahradnik, Rudolf. (1988). „Evaluation of the rate constant for the SN2 reaction fluoromethane + hydride .fwdarw. Methane + fluoride in the gas phase”. Journal of American Chemical Society. 110 (25): 8355—8359. Bibcode:1988JAChS.110.8355M. doi:10.1021/ja00233a012.

### Политичке публикације
- , Штутгарт 1997.
- , Фрајбург 2000.